# Нация фастфуда (фильм)
«Нация фастфуда» (англ. Fast Food Nation) — художественный фильм режиссёра Ричарда Линклейтера, снятый по одноимённой книге американского журналиста Эрика Шлоссера. Премьера картины состоялась в мае 2006 года на Каннском кинофестивале.

## Сюжет
Дон Андерсон, директор по маркетингу сети ресторанов быстрого питания «Mickey’s», продающих гамбургеры, узнаёт, что независимая экспертиза обнаружила в полуфабрикатах кишечную палочку. Для изучения обстоятельств Андерсон направляется на мясокомбинат в штате Колорадо, являющийся поставщиком этих полуфабрикатов. Другие сюжетные линии связаны со школьницей по имени Эмбер, которая подрабатывает в забегаловке фастфуда, группой молодых антиглобалистов, а также нелегальными иммигрантами из Мексики, которые подвергаются на мясокомбинате трудовой эксплуатации в условиях травмоопасного производства.

## В ролях
| Актёр                   | Роль          |
| ----------------------- | ------------- |
| Грег Киннир             | Дон Андерсон  |
| Уилмер Вальдеррама      | Рауль         |
| Брюс Уиллис             | Гарри Риделл  |
| Крис Кристофферсон      | Руди Мартин   |
| Эшли Джонсон            | Эмбер         |
| Пол Дано                | Брайан        |
| Луис Гусман             | Бенни         |
| Патрисия Аркетт         | Синди         |
| Итан Хоук               | Пит           |
| Аврил Лавин             | Элис          |
| Дана Уиллер-Николсон    | Деби Андерсон |
| Каталина Сандино Морено | Сильвия       |
| Хуан Карлос Серран      | Эстебан       |
| Ана Клаудия Таланкон    | Коко          |
| Армандо Эрнандес        | Роберто       |
| Эллар Колтрейн          | Джей Андерсон |

## Факты
В дополнительные материалы DVD фильма включены серии Мястрицы.